# Dave Foster
Dave Foster – był trzecim perkusistą grungowego zespołu Nirvana w 1988 roku. Grał on tylko na  koncertach. Foster mieszkał w Aberdeen blisko Kurta Cobaina i Krista Novoselica. Odszedł z zespołu a na jego miejsce wszedł Chad Channing.  